# Upplands runinskrifter 137

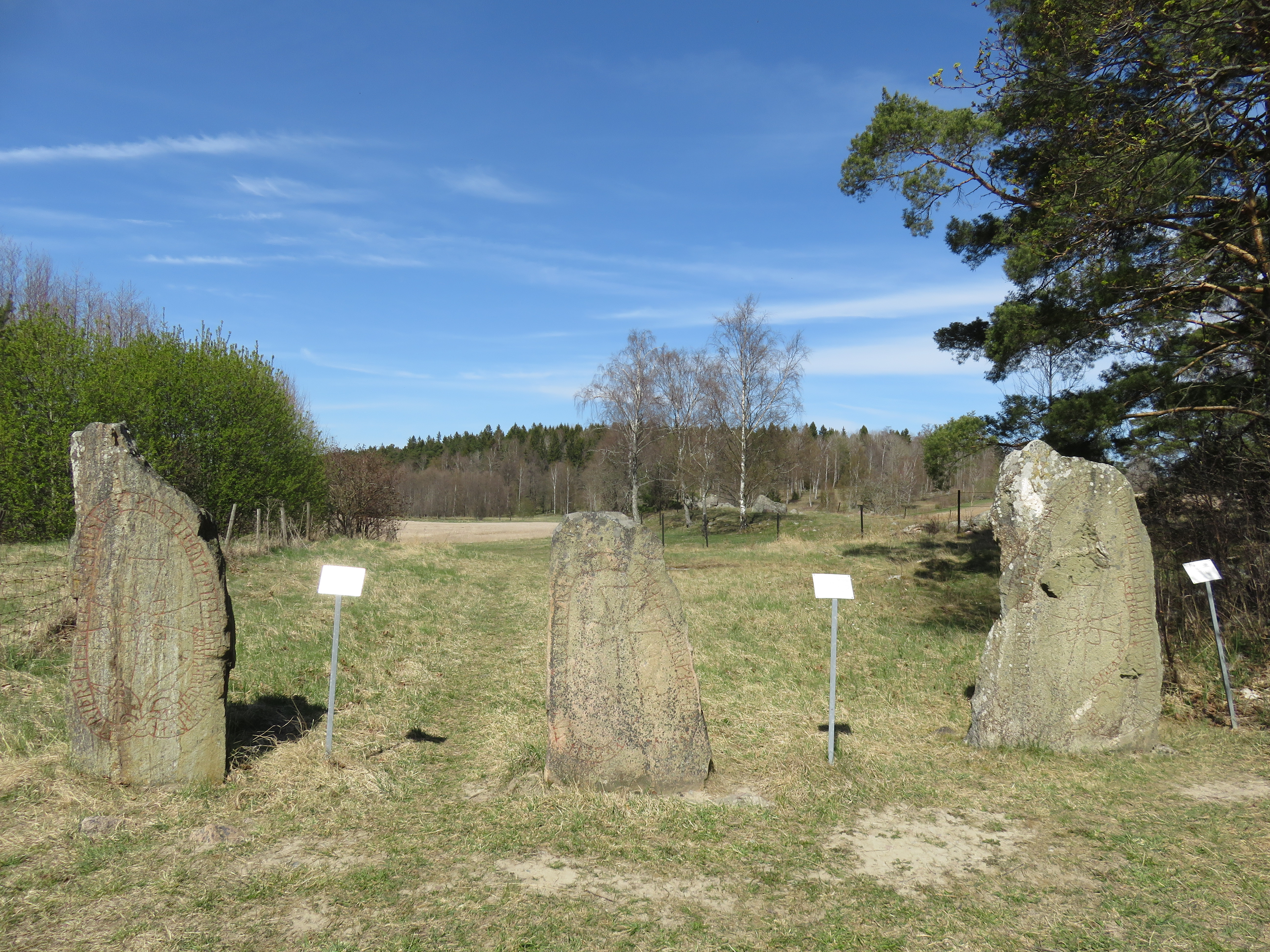
Från vänster: U 136, U 137 och U 135.

Upplands runinskrifter 137 är en vikingatida runsten av granit i Broby, Täby socken och Täby kommun. På samma plats finns också U 135 och U 136. Alla tre stenarna på platsen är en del av Jarlabankestenarna. U 137 är den äldsta av de tre stenarna tillika den äldsta av samtliga Jarlabankestenar. Runstenen hittades vid ett vägarbete 1930.

## Inskriften
Translitterering av runraden:
· aystin · auk · astriþr · raistu · stina · aftir · kak · sun · sin ·
Normalisering till runsvenska:
Øystæinn ok Æstriðr ræistu stæina æftiʀ Kag(?)/Gag(?), sun sinn.
Översättning till nusvenska:
Östen och Estrid reste stenarna efter Gag, sin son.
Stenens ristning antyder att det funnits flera stenar resta till minne av Gag.